# 기질 (지질학)

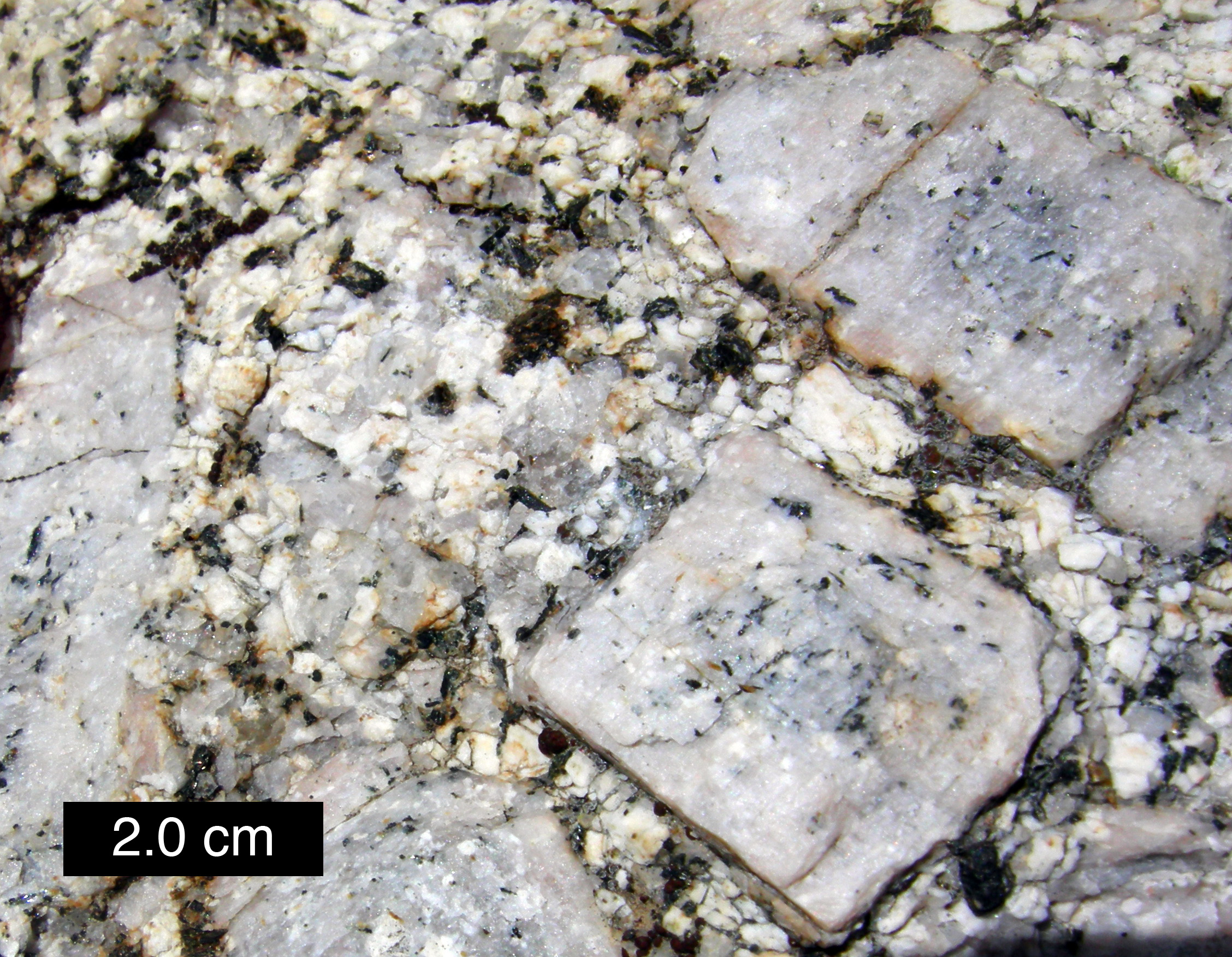
칼륨 장석 반정이 세립질의 기질 속에 들어 있는 화강반암(花崗斑岩)

기질(基質, 영어: Matrix, Groundmass)은 더 큰 입자들(결정이나 쇄설성 입자) 사이를 채운 미세한 입자의 덩어리를 말한다. 석기(石基)라고도 한다.
화성암의 기질은 세립질 또는 종종 미립질 결정이며, 그 안에 큰 결정, 즉 반정(斑晶영어: phenocryst)을 품고 있다. 이러한 반암 조직은 마그마가 여러 단계를 거쳐 식었다는 것을 뜻한다. 예를 들면 안산반암에는 큰 사장석 반정이 세립질의 기질 속에 들어 있다. 또한 남아프리카 공화국의 다이아몬드는 킴벌라이트 속에서 채굴된다.
퇴적암의 기질은 진흙이나 실트와 같은 세립화된 퇴적물이며, 그 속에 더 큰 입자나 파편들이 묻힌다. 또한 화석이 묻히기도 한다.